# 귀족회의
귀족회의(貴族會議)는 귀족이 모여서 정책을 입안·토의·의결하는 협의체를 가리킨다. 일반적으로 귀족 정체(貴族政體) 국가나 귀족제(貴族制) 국가에서 존재하나 전제국가에서도 존재하기도 한다. 일반적으로 귀족 회의의 권한은 귀족의 권리가 군주권이나 민권에 비해 강하거나 약함에 따라 그 권한이 커지거나 작아진다.